# Włoska Partia Komunistyczna
Włoska Partia Komunistyczna (wł. Partito Comunista Italiano, PCI) – włoska partia polityczna istniejąca w latach 1921–1991.

## Historia
Partia założona została w 1921 roku. Założył ją Antonio Gramsci i grupa rozłamowców z Włoskiej Partii Socjalistycznej. W latach 1921–1943 była członkiem Międzynarodówki Komunistycznej. W 1926 roku zdelegalizowana. Działała w podziemiu i na emigracji. W 1934 roku komuniści podpisali umowę o współpracy z Włoską Partią Socjalistyczną. W 1935 roku odbył się wspólny zjazd socjalistów i komunistów w Brukseli. Od 1942 roku wchodziła w skład Komitetu Wyzwolenia Narodowego. W trakcie II wojny światowej zorganizowała partyzanckie Brygady Garibaldiego.
W latach 1944–1947 wchodziła w skład rządu koalicyjnego. Następnie w opozycji. Do 1956 roku tworzyła z socjalistami sojusz Demokratyczny Front Ludowy. 
Od 1966 roku reprezentowana była w Parlamencie Europejskim. Zaakceptowała członkostwo Włoch w NATO i EWG.
W 1968 roku komuniści wygrali wybory parlamentarne. Zdobyli 27% głosów, jednak nie weszli do rządu. Partia komunistyczna była partią masową dysponująca własnymi związkami zawodowymi, spółdzielniami, gazetami czy klubami sportowymi. Posiadała też władze w samorządach. 
W 1972 roku władzę w partii objął Enrico Berlinguer. Poglądy polityka określane były jako eurokomunizm lub „komunizm narodowy”. Stał on na czele partii do 1982 roku. W 1973 roku Berlinguer zaproponował Chrześcijańskiej Demokracji „historyczny kompromis“. Był on propozycją koalicji komunistów, chadeków i socjalistów. Po odrzuceniu propozycji komuniści sformułowali program „alternatywnej demokracji” — sojuszu lewicy i ugrupowań demokratycznych przeciwnych chadekom.
Została rozwiązana w 1991 roku. Największą spadkobierczynią partii była Demokratyczna Partia Lewicy. Bardziej radykalni działacze utworzyli formacje Odrodzenie Komunistyczne.
Organem prasowym partii był dziennik l’Unità.

## Ideologia
W latach 60. i 70. partia odrzuciła część założeń komunizmu i przyjęła umiarkowaną „włoską drogę do komunizmu“. Był to komunizm w stylu reformatorskim odrzucający przemoc. 
Od lat 50. kwestionowała przewodnią rolę KPZR w ruchu komunistycznym.  W 1956 roku potępiła sowiecką interwencję na Węgrzech. W 1968 roku komuniści włoscy potępili interwencję Układu Warszawskiego w Czechosłowacji. W kolejnych latach popierała opozycję demokratyczną w Europie Wschodniej i Niezależny Samorządny Związek Zawodowy „Solidarność”. W 1981 roku potępiła wprowadzenie stanu wojennego w Polsce.